# 由仁駅
由仁駅（ゆにえき）は、北海道夕張郡由仁町本町にある北海道旅客鉄道（JR北海道）室蘭本線の駅である。電報略号はユニ。事務管理コードは▲130333。かつては急行「夕張」の停車駅だった。

## 歴史

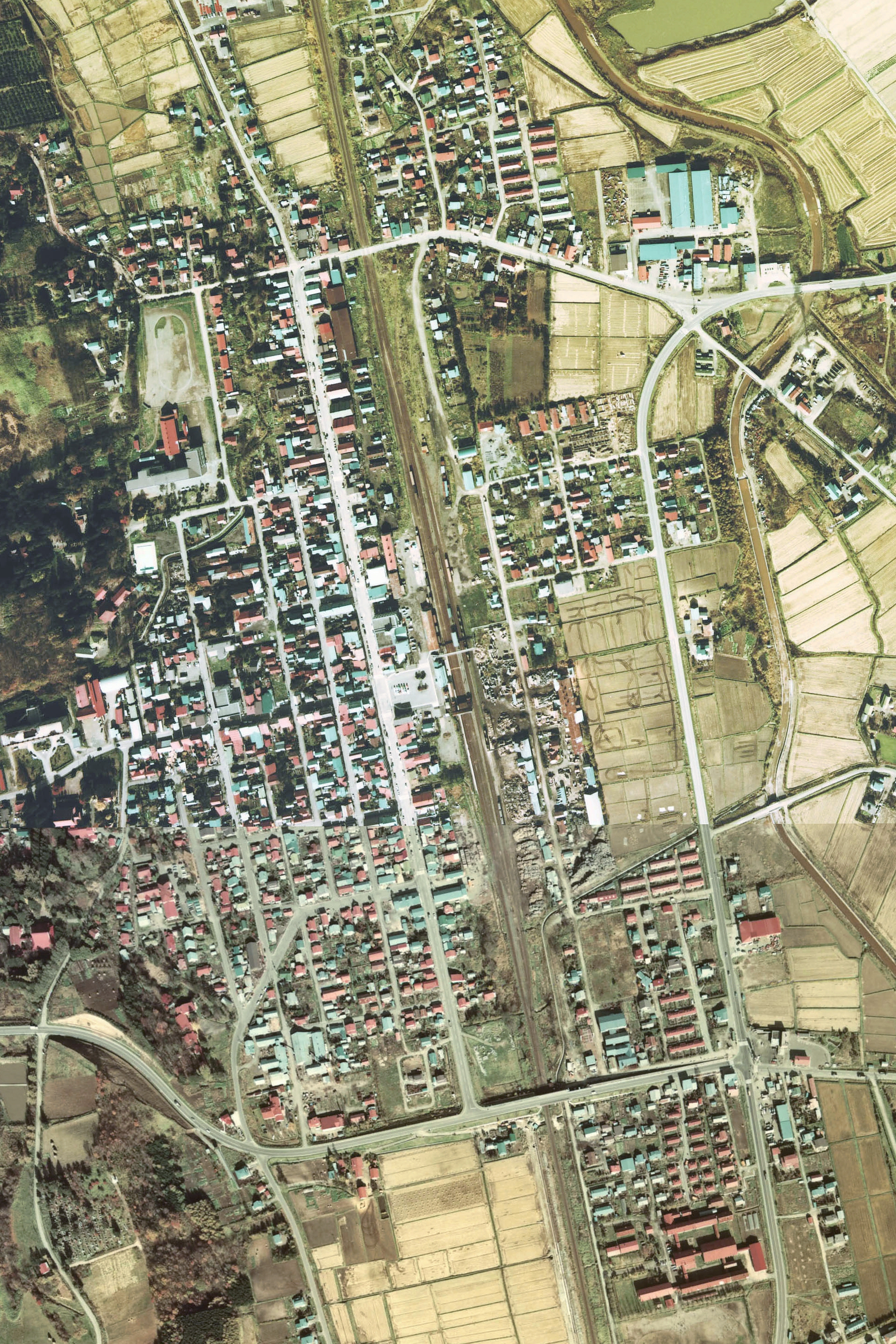
1976年の由仁駅と周囲1 km×1.5 km範囲。上が岩見沢方面。間に中線を挟んだ単式と島式の少しずれた複合ホーム2面3線、駅裏に副本線1本と南側の木工所土場へ2本の引込み線、駅舎横の岩見沢側に大きな貨物取扱所を持つ貨物ホームと引込み線を有する。構内中央の駅舎横からは駅裏への歩行者用跨線橋が横断している。
由仁から三川にかけての夕張川河畔の土地は、この川によって運ばれ堆積した良質の砂利が豊富に埋蔵しており、古くから建築用に採取されてきた。由仁駅からもかつて砂利採取場まで専用線が伸びていた時期があり、岩見沢方の上り側本線分岐点の手前右側から上へ向かって分岐し、東へカーブした後、南東へ向きを変え田畑を斜めに直進して夕張川近くまで敷かれていた。
分岐付近の空地や宅地の庭先、田圃の畦道など、右へ90°カーブしていた軌道の痕跡を由仁川手前まで辿ることが出来る。

- 1892年（明治25年）8月1日：北海道炭礦鉄道室蘭駅（現・東室蘭駅） - 岩見沢駅間開通に伴い開業。一般駅[1]。
- 1895年（明治28年）8月：公衆電報取扱開始[5]。
- 明治30年前後 - 北海道炭礦鉄道が当駅より夕張鉄橋付近へ砂利岐線敷設、直営にて砂利採取[6]。後に山原貞蔵が岐線使用契約[6]。
- 1906年（明治39年）10月1日：北海道炭礦鉄道の鉄道路線国有化により、官設鉄道に移管[1]。北海道線となる。それに伴い同線の駅となる。
- 1928年（昭和3年）：駅舎を改築[7]。
- 1936年（昭和11年）10月3日 - 沿線で陸軍特別大演習が行われる。昭和天皇乗車のお召し列車が由仁駅発 - 札幌駅着で運行[8]。
- 1943年（昭和18年）頃：軍要請により、当駅より宇古川砂利採取場へ砂利専用線2.2 km敷設[6][4]。戦後に札建工業が岐線使用契約[6]。
- 昭和40年代前半：札建工業砂利専用線廃止。
- 1971年（昭和46年）12月：駅舎北側に人道跨線橋竣工[9]。
- 1980年（昭和55年）5月15日：貨物取扱い廃止[1]。業務委託駅となる[10]。
- 1984年（昭和59年）
  - 2月1日：荷物取扱い廃止[1]。
  - 3月31日：駅員無配置駅となる[2]。
- 1987年（昭和62年）4月1日：国鉄分割民営化によりJR北海道に継承[1]。
- 2006年（平成18年）8月：駅舎解体。
- 2007年（平成19年）：旧駅舎跡に由仁町ふれあい交流館オープン。

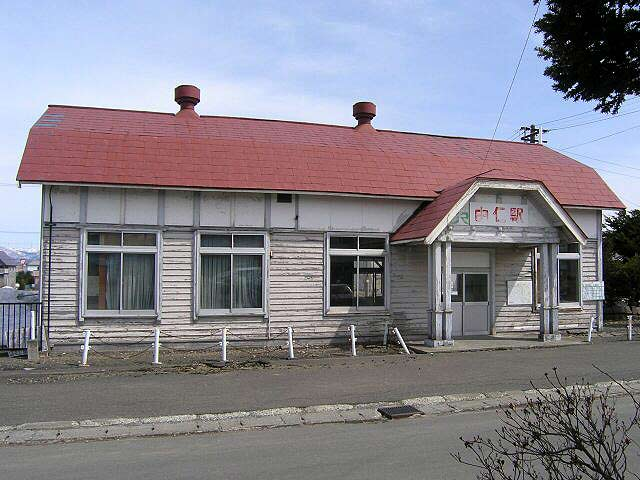
旧駅舎（2005年4月）
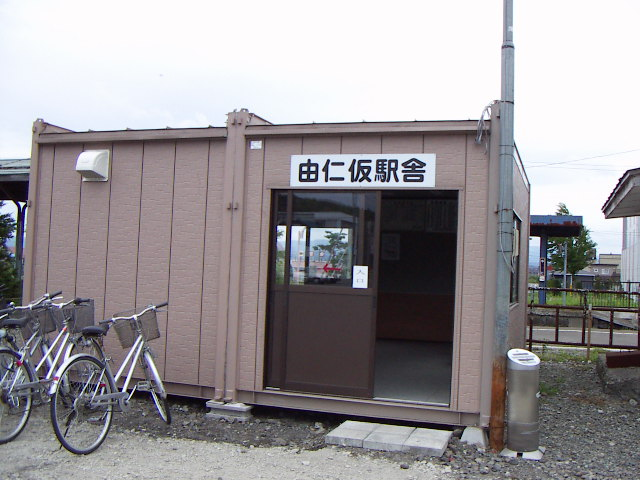
仮駅舎（2006年9月）

### 駅名の由来
地名（町名）より。

## 駅構造
相対式ホーム2面2線を有する地上駅。かつては単式ホーム・島式ホーム複合型の2面3線で島式外側の待避線の配線が珍しい形の配線であったが、1993年（平成5年）時点で岩見沢方の大部分及び転轍機が撤去されて長万部方から分岐の短い側線となっていた。また下り線（駅舎側）と上り線の間に渡り線を、待避線の外側に側線を有していたが、これらも1993年（平成5年）時点で転轍機を含め撤去されている。互いのホームは駅舎側ホーム南側と島式ホーム南側を結んだ跨線橋で連絡している。ほかに1993年（平成5年）時点で下り線側（駅舎側）に岩見沢方から分岐した側線を1線有していた。
追分駅管理の無人駅。駅舎跡地に由仁町が設置した交流施設が、線路の西側（岩見沢方面に向かって左側）に位置し下り線ホームに接している。
開業時からのものを1928年（昭和3年）に改築して使用されていた、有人駅時代のマンサード屋根に下見板張り、さらに上辺が水平という独特な形状の車寄せを有したアメリカンスタイルの駅舎は2006年（平成18年）8月に解体され、駅舎のない駅となったが、駅舎跡地に由仁町が設置した「ポッポ館 ゆに」と名付けられたふれあい交流施設が駅舎代わりに利用できる。
施設内の観光案内所内でJRの乗車券類は発売していないが、2017年 - 2019年にはJR北海道の記念入場券を発売していたことがある。駅舎内にオストメイト対応トイレを有する。

### のりば
| 番線 | 路線      | 方向 | 行先             |
| ---- | --------- | ---- | ---------------- |
| 1    | ■室蘭本線 | 下り | 岩見沢方面       |
| 2    | ■室蘭本線 | 上り | 苫小牧・糸井方面 |

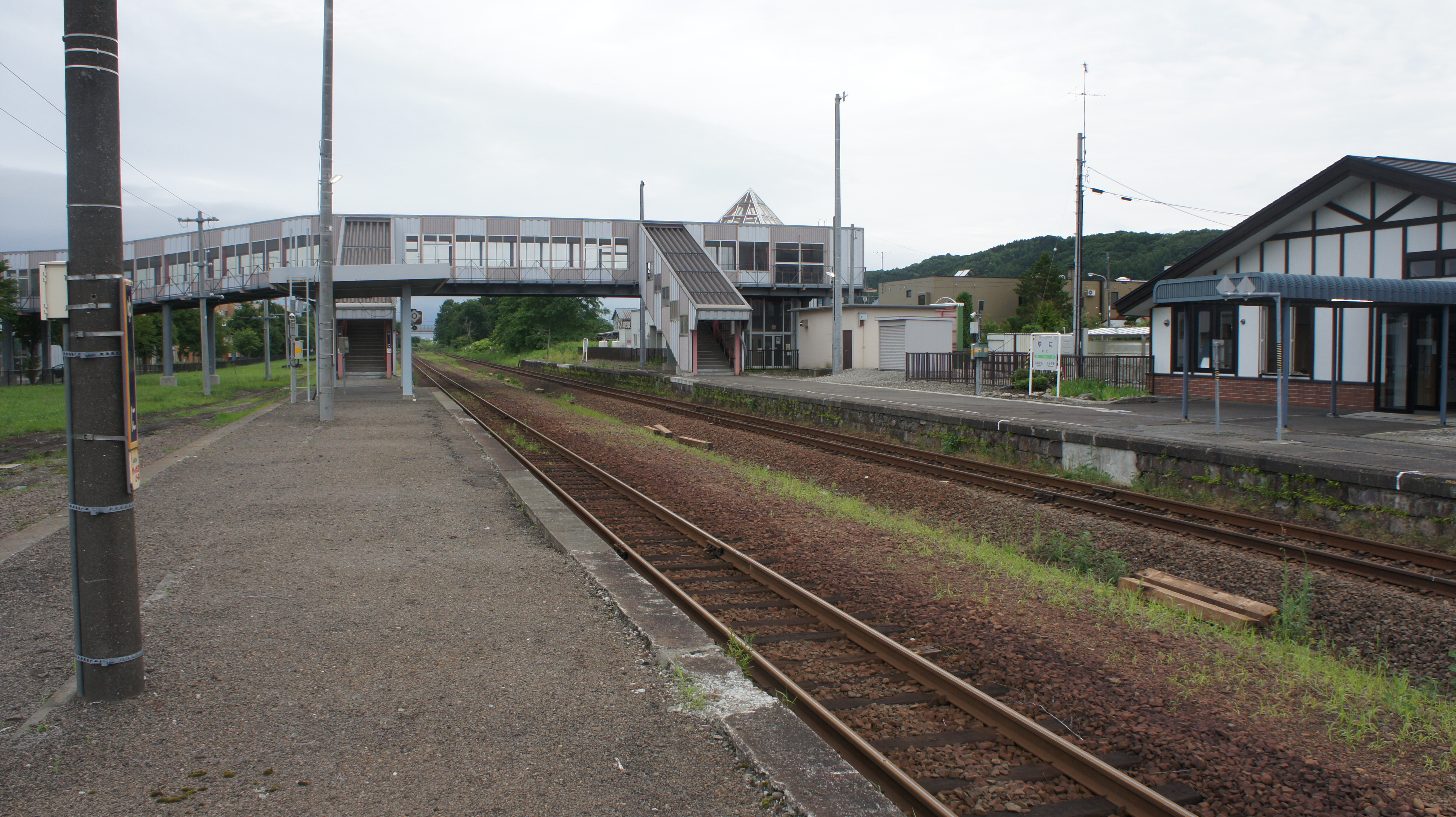
ホーム（2017年7月）
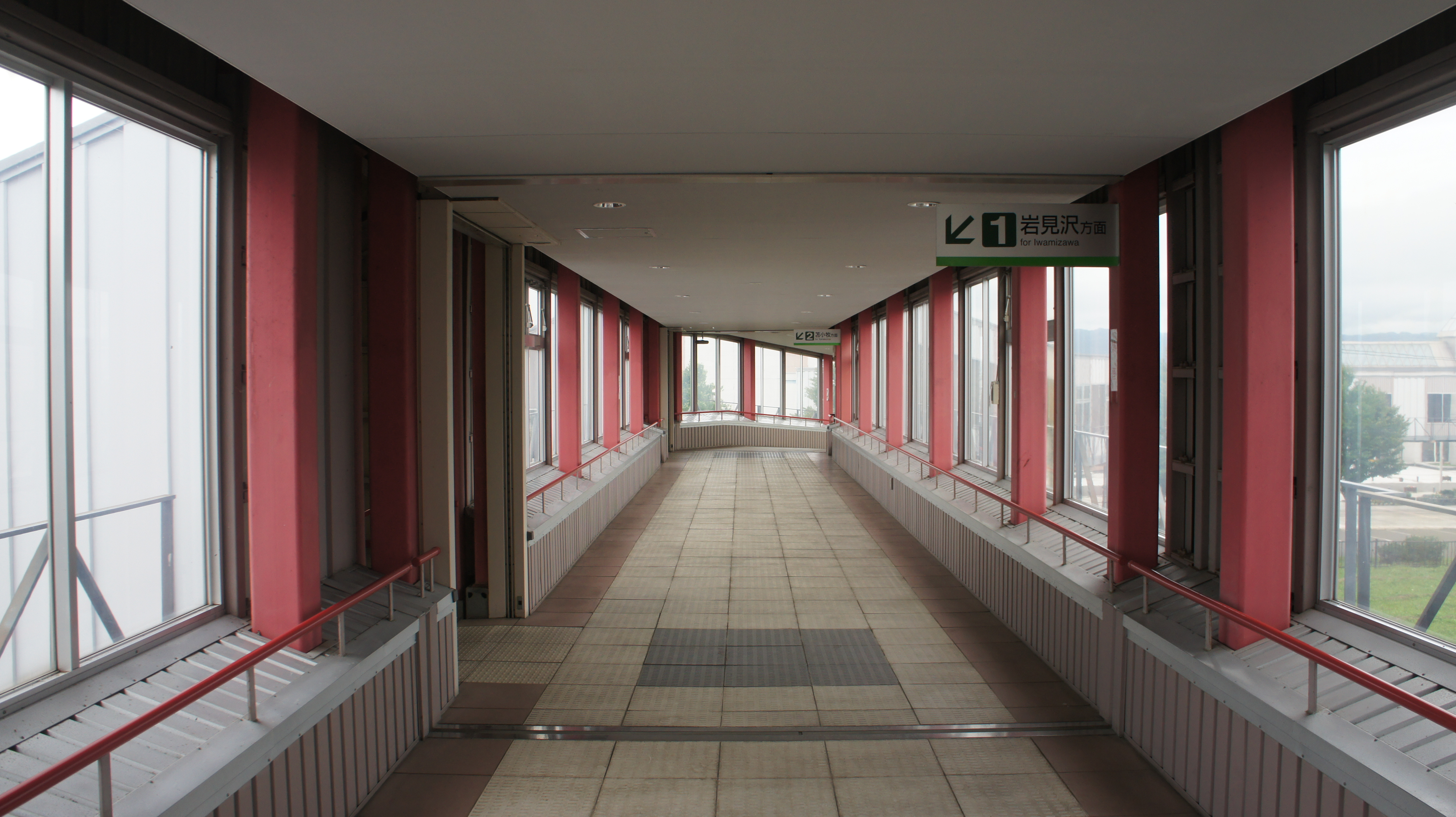
跨線橋（2017年7月）
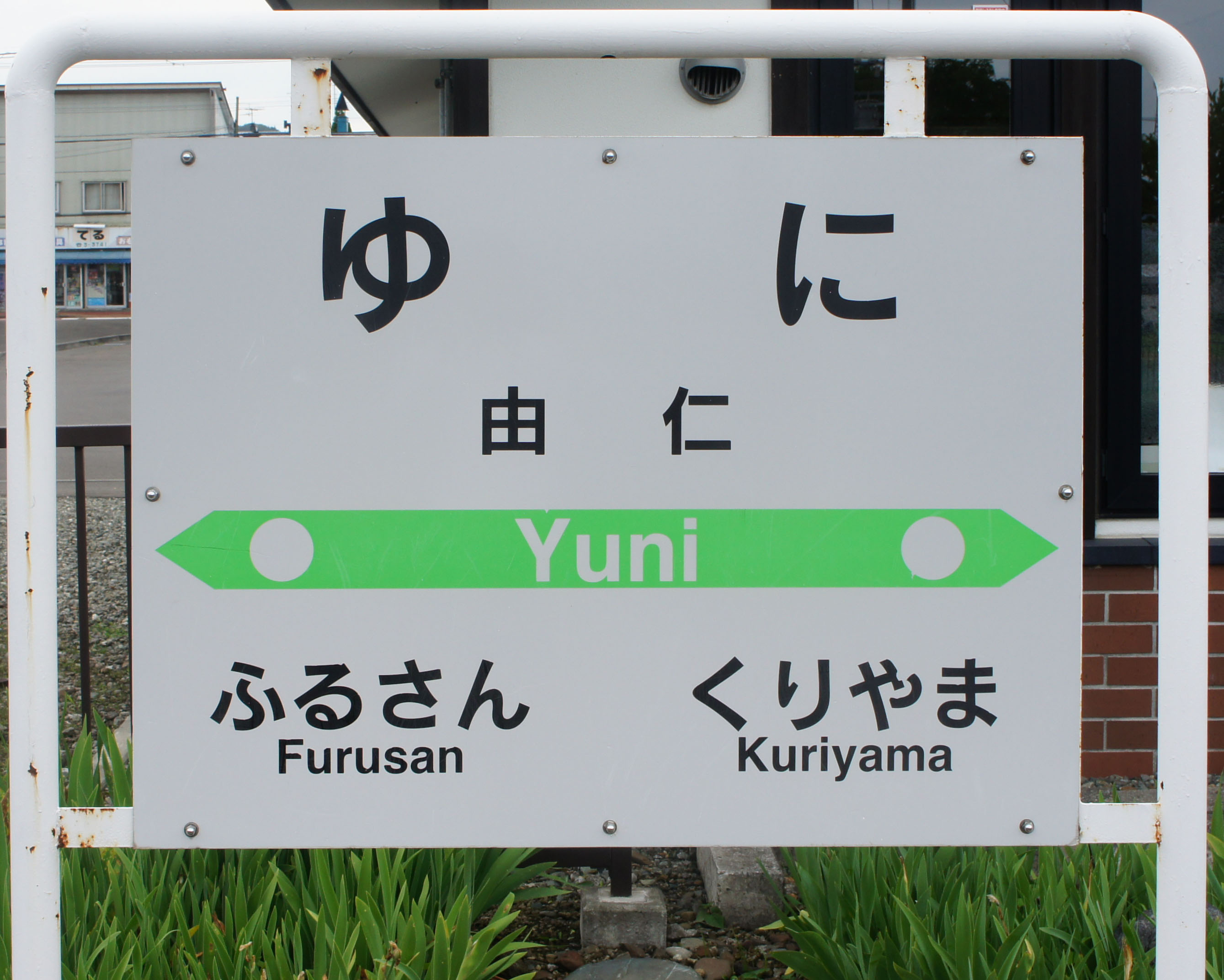
駅名標（2017年7月）

## 利用状況
乗車人員の推移は以下のとおり。年間の値のみ判明している年については、当該年度の日数で除した値を括弧書きで1日平均欄に示す。乗降人員のみが判明している場合は、1/2した値を括弧書きで記した。また、「JR調査」については、当該の年度を最終年とする過去5年間の各調査日における平均である。
| 年度               | 乗車人員    | 乗車人員 | 乗車人員 | 出典       | 備考                                |
| 年度               | 年間        | 1日平均  | JR調査   | 出典       | 備考                                |
| ------------------ | ----------- | -------- | -------- | ---------- | ----------------------------------- |
| 1931年（昭和06年） | (85,239)    | (232.9)  |          | [ 5 ]      | 年間乗降客数170,478人               |
| 1932年（昭和07年） | (90,347)    | (247.5)  |          | [ 5 ]      | 年間乗降客数180,693人               |
| 1934年（昭和09年） | (105,287)   | (288.5)  |          | [ 5 ]      | 年間乗降客数210,574人               |
| 1967年（昭和42年） | (147,034.5) | (259.5)  |          | [ 5 ]      | 年間乗降客数294,069人、1日平均519人 |
| 1981年（昭和56年） |             | (150.5)  |          | [ 11 ]     | 1日乗降人員：301                    |
| 1992年（平成04年） |             | (90.0)   |          | [ 12 ]     | 1日乗降人員：180                    |
| 2016年（平成28年） |             |          | 78.8     | [ JR北 2 ] |                                     |
| 2017年（平成29年） |             |          | 78.8     | [ JR北 3 ] |                                     |
| 2018年（平成30年） |             |          | 78.6     | [ JR北 4 ] |                                     |
| 2019年（令和元年） |             |          | 82.2     | [ JR北 5 ] |                                     |
| 2020年（令和02年） |             |          | 78.6     | [ JR北 6 ] |                                     |
| 2021年（令和03年） |             |          | 75.4     | [ JR北 7 ] |                                     |
| 2022年（令和04年） |             |          | 71.0     | [ JR北 8 ] |                                     |
| 2023年（令和05年） |             |          | 63.8     | [ JR北 9 ] |                                     |

## 駅周辺
辺りは由仁町の中心部であるが、町役場からは少し離れている。
- 北海道道477号滝下由仁停車場線・北海道道602号東三川由仁停車場線
- 北海道道3号札幌夕張線
- 由仁町役場
  - 北海道銀行栗山支店由仁町役場派出所
- 由仁町健康元気づくり館
- 栗山警察署由仁駐在所
- 由仁郵便局
- 空知信用金庫由仁支店
- そらち南農業協同組合（JAそらち南）由仁支所
- 由仁町立由仁小学校
- 由仁町立由仁中学校
- 伏見台公園 - 駅から南西に約2 km[11]。
- 馬追温泉 - 駅から北西に約3 km[11]。
- 伏見温泉ユンニの湯
- 由仁川
- ヤリキレナイ川
- 北海道中央バス（岩見沢営業所）・夕張鉄道（札幌急行線）「由仁駅前」停留所

## 隣の駅
北海道旅客鉄道（JR北海道）
室蘭本線
古山駅 - 由仁駅 - 栗山駅

### JR北海道
1. ↑  線区別のご利用状況
2. ↑  「■室蘭線(沼ノ端・岩見沢間)」『駅別乗車人員  特定日調査（平日）に基づく』（PDF）（レポート）北海道旅客鉄道、2017年12月8日、8頁。オリジナルの2021年3月4日時点におけるアーカイブ。2025年6月19日閲覧。
3. ↑  「■室蘭線(沼ノ端・岩見沢間)」『駅別乗車人員  特定日調査（平日）に基づく』（PDF）（レポート）北海道旅客鉄道、2018年7月2日、8頁。オリジナルの2021年3月4日時点におけるアーカイブ。2025年6月19日閲覧。
4. ↑  「■室蘭線(沼ノ端・岩見沢間)」『駅別乗車人員  特定日調査（平日）に基づく』（PDF）（レポート）北海道旅客鉄道、2019年10月18日、8頁。オリジナルの2021年3月4日時点におけるアーカイブ。2025年6月19日閲覧。
5. ↑  「■室蘭線(沼ノ端・岩見沢間)」『駅別乗車人員  特定日調査（平日）に基づく』（PDF）（レポート）北海道旅客鉄道、2020年10月30日、8頁。オリジナルの2022年1月30日時点におけるアーカイブ。2025年6月19日閲覧。
6. ↑  「■室蘭線(沼ノ端・岩見沢間)」『駅別乗車人員  特定日調査（平日）に基づく』（PDF）（レポート）北海道旅客鉄道、7頁。オリジナルの2023年5月11日時点におけるアーカイブ。2025年6月19日閲覧。
7. ↑  「■室蘭線(沼ノ端・岩見沢間)」『駅別乗車人員  特定日調査（平日）に基づく』（PDF）（レポート）北海道旅客鉄道、7頁。オリジナルの2022年9月3日時点におけるアーカイブ。2022年9月3日閲覧。
8. ↑  「■室蘭線(沼ノ端・岩見沢間)」『駅別乗車人員  特定日調査（平日）に基づく』（PDF）（レポート）北海道旅客鉄道、7頁。オリジナルの2023年11月10日時点におけるアーカイブ。2023年11月10日閲覧。
9. ↑  「■室蘭線(沼ノ端・岩見沢間)」『駅別乗車人員  特定日調査（平日）に基づく』（PDF）（レポート）北海道旅客鉄道、2024年、7頁。オリジナルの2024年11月25日時点におけるアーカイブ。2024年9月9日閲覧。